# Kubo Shoko
Kubo Shoko (久保翔子 (Cửu Bảo Tường Tử) - sinh ngày 12 tháng 1 năm 2006 tại Osaka, Nhật Bản) là một Nữ Lưu kì sĩ trực thuộc Liên đoàn Shogi Nhật Bản với số hiệu Nữ Lưu là 82. Sư phụ - đồng thời là cha của cô là kì thủ chuyên nghiệp Kubo Toshiaki Cửu đẳng.

## Sự nghiệp

### Trở thành Nữ Lưu kì sĩ
Cha của cô là Kubo Toshiaki, một kì thủ chuyên nghiệp đã từng dành được 7 danh hiệu khác nhau, và cũng chính ông đã ảnh hưởng tới cô con gái để cô có thể bắt đầu chơi shogi từ năm lên 4. Kubo Shoko đã có một thời gian dừng chơi cờ, nhưng một giải đấu cờ mà cô tham gia khi học lớp năm đã giúp cô tiếp tục chơi và nghiên cứu nhiều hơn.
Năm 2019, cô về ba ở giải Nữ Danh Nhân Trung học lần thứ 11. Năm 2021, cô đứng hạng năm tại giải Nữ Vương Vị Nghiệp dư lần thứ 14.
Ngày 11 tháng 9 năm 2022, với thành tích 12 ván thắng và 4 ván thua tại Hội Nghiên tu, cô được thăng lên cấp B2 để từ đó đủ điều kiện trở thành Nữ Lưu kì sĩ. Ngày 1 tháng 10 năm 2022, yêu cầu trở thành Nữ Lưu kì sĩ của Kubo Shoko được Liên đoàn Shogi Nhật Bản chấp thuận, giúp cô trở thành Nữ Lưu kì sĩ với mức xếp hạng Nữ Lưu Nhị cấp.

## Phong cách chơi cờ
Giống với cha mình - Kubo Toshiaki, Kubo Shoko là một kì thủ thích chơi Chấn Phi Xa. Khai cuộc yêu thích của cô là Tứ Gian Phi Xa Hoán đổi Giác.

## Cá nhân
- Sở thích của cô là nghe nhạc.[1]
- Trên phương diện đồng nghiệp, cô gọi bố của mình là 「久保さん - Kubo-san」[2]
- Tháng 5 năm 2022 - 5 tháng trước khi Kubo Shoko trở thành một Nữ Lưu kì sĩ, người bạn học cùng trường với cô là Sakaki Nana cũng đã trở thành một Nữ Lưu kì sĩ.[2][5]

## Lịch sử thăng cấp
- 1 tháng 10 năm 2022: Nữ Lưu Nhị cấp.[1]
- 8 tháng 7 năm 2024: Nữ Lưu Nhất cấp (được thăng lên tổ C của Nữ Lưu Thuận Vị chiến, thành tích tổng cộng là 16 thắng - 15 thua).[6][7]